# Benegiles (kommunhuvudort)
Benegiles är en kommunhuvudort i Spanien.   Den ligger i provinsen Provincia de Zamora och regionen Kastilien och Leon, i den centrala delen av landet, 210 km nordväst om huvudstaden Madrid. Benegiles ligger 647 meter över havet och antalet invånare är 399.
Terrängen runt Benegiles är huvudsakligen platt. Benegiles ligger nere i en dal. Runt Benegiles är det glesbefolkat, med 20 invånare per kvadratkilometer. Närmaste större samhälle är Zamora, 16,2 km sydväst om Benegiles. Trakten runt Benegiles består till största delen av jordbruksmark.